# Harry d'Abbadie d'Arrast
Harry d'Abbadie d'Arrast (Buenos Aires, 6 maggio 1897 – Monaco, 17 marzo 1968) è stato un regista e sceneggiatore francese.

## Biografia
Nato a Buenos Aires, in Argentina, ma originario della regione basca francese, Harry d'Abbadie d'Arrast studiò a Parigi al liceo Janson-de-Sailly. A Los Angeles, nel 1922, lavorò con Charlie Chaplin per La donna di Parigi e La febbre dell'oro. Messo sotto contratto dalla Paramount dove era arrivato al seguito di Adolphe Menjou, vi girò quattro commedie brillanti, da un ritmo così scintillante che, come dice lo storico del cinema Michel Ciment, vi "è possibile cogliere l'influenza di Lubitsch e del Chaplin di La donna di Parigi". Dopo alcuni altri film, nonostante il successo di pubblico, il regista venne emarginato a causa di dissapori con i produttori hollywoodiani.
Nella seconda metà degli anni quaranta, alla fine della guerra, si stabilì sulla Costa Azzurra dove visse lontano dagli ambienti cinematografici insieme alla moglie, l'attrice Eleanor Boardman con cui si era sposato nel 1940.
Morì nel 1968, dimenticato da tutti.

## Filmografia
La filmografia è completa.

### Regista
- Ali (Wings), regia di William A. Wellman -  Harry d'Abbadie d'Arras non accreditato (1927)
- Service for Ladies (1927)
- A Gentleman of Paris (1927)
- Serenata (Serenade) (1927)
- Femminilità (The Magnificent Flirt) (1928)
- Cocktail Martini (Dry Martini) (1928)
- Raffles (1930)
- Laughter (1930)
- Topaze (1933)
- La traviesa molinera (1934)
- The Three Cornered Hat (1935)

### Sceneggiatore
- Femminilità (The Magnificent Flirt), regia di Harry d'Abbadie d'Arrast (1928)
- Laughter, regia di Harry d'Abbadie d'Arrast (1930)
- Rive gauche, regia di Alexander Korda (1931)
- Lo mejor es reir, regia di Emmerich Wojtek Emo e Florián Rey (1931)
- Die Männer um Lucie, regia di Alexander Korda (1931)
- La traviesa molinera, regia di Harry d'Abbadie d'Arrast (1934)

### Attore
- La donna di Parigi (A Woman of Paris: A Drama of Fate) di Charles Chaplin - (anche ricercatore, non accreditato) (1923)

### Aiuto regista
- La febbre dell'oro (The Gold Rush) di Charles Chaplin - (non accreditato) (1925)